# شهرستان بولیوار (میسیسیپی)
|  |  |  |
|  |  |  |

شهرستان بولیوار در شمال‌غربی ایالت میسیسیپی، واقع در ایالات متحده آمریکا می‌باشد. جمعیت این شهرستان ۳۴٬۱۴۵ نفر (سال ۲۰۱۰) و وسعت آن ۲٬۳۴۶ کیلومتر مربع است. مراکز این شهرستان شهرهای رُزدِیل و کلیولند می‌باشند.